# Il picnic di Topolino
Il picnic di Topolino (The Picnic) è un film del 1930 diretto da Burt Gillett. È un cortometraggio animato della serie Mickey Mouse, prodotto dalla Walt Disney Productions e uscito negli Stati Uniti il 23 ottobre 1930, distribuito dalla Columbia Pictures. Nel film compare per la prima volta Pluto, che nell'edizione originale di questo corto viene chiamato "Rover".
L'edizione italiana del film è una riedizione del 1991, colorata al computer e dotata di nuovi titoli di testa e di coda. Nel doppiaggio italiano vengono tolti i riferimenti al nome del cane.

## Trama
Topolino va a prendere Minni per andare a fare un picnic. Minni porta con sé il suo cane Pluto (nella versione originale chiamato "Rover"), mentre Topolino porta un fonografo. Arrivati sul posto, Pluto si mette a inseguire i conigli. Mentre Topolino e Minni danzano sulle note di "In the Good Old Summer Time", svariati animali fanno razzia del cibo. Poco dopo scoppia un temporale, e i tre sono costretti a tornare a casa in fretta.

## Edizioni home video

### VHS
- Topolino pesca guai, settembre 1995